# Josefův Důl (Jablonec nad Nisou-i járás)
Josefův Důl település Csehországban, Jablonec nad Nisou-i járásban. Josefův Důl Lučany nad Nisou, Janov nad Nisou, Jiřetín pod Bukovou, Bedřichov, Albrechtice v Jizerských horách és Hejnice településekkel határos. Lakosainak száma 930 fő (2024. január 1.).

## Népesség
A település lakosságának változását az alábbi diagram mutatja:
| Lakosok száma | 3600 | 5032 | 4423 | 1956 | 1319 | 990  | 877  | 900  | 877  | 930  |
|               | 1869 | 1890 | 1921 | 1950 | 1980 | 2001 | 2017 | 2019 | 2022 | 2024 |